# Ігнасіо Мілам Танг
Ігнасіо Мілам Танг (ісп. Ignacio Milam Tang; нар. 20 червня 1940) — політик Екваторіальної Гвінеї, чинний прем'єр-міністр країни з 2008 року.

## Кар'єра
Був міністром юстиції та релігії з 1996 до 1998 року, потім — міністром у справах молоді та спорту (1998-1999). 1999 був обраний на пост другого віце-президента Палати народних представників, на якому залишався до призначення на посаду віце-прем'єр-міністра у справах державної служби й адміністративної координації в кабінеті Кандідо Муатетеми Ріваса. 11 лютого 2003 року отримав державного міністра. З 10 січня 2006 до липня 2008 року був послом в Іспанії.
Танг став першим представником етнічної групи фанґ, який очолив уряд з моменту приходу до влади президента Обіанга 1979 року.